# 石原正氏
石原 正氏 （いしはら まさうじ、生年不詳 - 宝永7年9月14日（1710年11月4日））は、江戸時代中期の武士。江戸幕府の旗本。通称は新左衛門（しんざえもん）。

## 生涯
幕府旗本石原正武（350俵）の長男として誕生。母は有賀種親の娘。
寛文6年（1666年）6月28日にはじめて将軍徳川家綱に拝謁。延宝2年（1674年）10月26日に勘定 (江戸幕府)勘定方に列した。このとき父正武は勘定組頭であったので、共に働いていたことになる。貞享3年（1686年）12月19日に正氏も勘定組頭に昇進。元禄元年（1688年）5月5日に父が死去したため、7月12日に家督を相続する。元禄7年（1694年）4月15日、幕府代官に就任し、各地の天領に派遣されてその統治にあたった。
元禄14年（1701年）3月14日には播磨国赤穂藩主の浅野長矩が吉良義央に刃傷に及んだため、赤穂藩は改易となり、藩の領地もしばらく天領となった。そのため幕府は3月18日に正氏と岡田俊陳の両名を赤穂の代官に任命。これを受けて正氏は岡田とともに4月17日に赤穂入りする（なお収城目付の荒木政羽と榊原政殊は4月15日には赤穂入りしている）。赤穂藩国家老大石良雄はその日のうちに正氏らの宿泊する宿を訪れて面会し、翌日4月18日、荒木・榊原・岡田とともに大石や奥野定良らの案内で赤穂城を検分した。
このときの様子は落合勝信の『江赤見聞記』に詳しい。大石はこの幕臣4人が金の間で休息中、お茶と菓子を勧め、浅野長矩の弟浅野長広をもっての浅野家再興を願い出たが、4人は何も答えてくれず、その場をさっさと立って大書院の方へ行ってしまった。大石は大書院検分中の4人にもう一度同じことを願い出たが、また声をかけてもらえなかった。検分が終わり帰ろうとする4人を、大石は玄関にて再びお茶を出して引き止め、3度浅野家再興を願い出た。大石の必死さを見かねた正氏が荒木に対して幕閣への取りなしを打診し、荒木や榊原も了承。大石は礼を述べた。
その後、正氏は伊藤五右衛門の屋敷を代官屋敷として赤穂の統治にあたり、大石ら遠林寺で藩政残務処理にあたった者達には関所手形や仮宿証文を支給して労をねぎらっている。代官在任中に赤穂の領民が暴れて赤穂城の石垣や建物を壊したりした。城預かりの脇坂安照は被害状況を報告、代官の正氏らは人足などを手配し、城壁の落書消しや石垣修復が行なわれた。
元禄15年（1702年）9月に永井直敬（下野国烏山藩主3万石）が赤穂藩に移されることが決まったため、石原は10月21日をもって役目を終えて退去した。
その後も幕府代官として各地に転々と派遣された正氏は、宝永7年（1710年）9月14日、大坂において死去した。家督は長男正勝が継いだ。